# Завозиха
Завозиха — упразднённая деревня в Сямженском районе Вологодской области.
Входит в состав Житьёвского сельского поселения, с точки зрения административно-территориального деления — в Житьёвский сельсовет. Позже в состав Ногинского сельского поселения.
Расстояние по автодороге до районного центра Сямжи — 21 км, до центра муниципального образования Житьёва — 5 км. Ближайшие населённые пункты — Залесье, Алексеевская, Пигалева Горка, Ярыгино.
По данным переписи в 2002 году постоянного населения не было.
9 мая 2020 года была упразднена.